# Ɯ̋
Cette page contient des caractères spéciaux ou non latins. S’ils s’affichent mal (▯, ?, etc.), consultez la page d’aide Unicode.
Ɯ̋ (minuscule : ɯ̋), ou m culbuté double accent aigu, est un graphème utilisé dans l’écriture du dan de l’Est. Il s’agit de la lettre m culbuté diacritée d’un double accent aigu.

## Représentations informatiques
L’m culbuté double accent aigu peut être représenté avec les caractères Unicode suivants  :
- décomposé (latin étendu B, Alphabet phonétique international, diacritiques)[1],[2],[3]

| formes    | représentations | chaînes de caractères | points de code | descriptions                                                     |
| --------- | --------------- | --------------------- | -------------- | ---------------------------------------------------------------- |
| capitale  | Ɯ̋               | Ɯ◌̋                    | U+019C U+030B  | lettre majuscule latine m culbuté diacritique double accent aigu |
| minuscule | ɯ̋               | ɯ◌̋                    | U+026F U+030B  | lettre minuscule latine m culbuté diacritique double accent aigu |